# فرودگاه مارتاز وینیرد
فرودگاه مارتاز وینیرد (به انگلیسی: Martha's Vineyard Airport) یک فرودگاه همگانی بهره‌برداری هوایی با کد یاتا MVY است که یک باند فرود آسفالت دارد و طول باند آن ۱۶۷۸ متر است. این فرودگاه در کشور ایالات متحده آمریکا قرار دارد و در ارتفاع ۲۰ متری از سطح دریا واقع شده‌است.

## شرکت‌های هواپیمایی و مقصدهای پروازی
| شرکت‌های هواپیمایی | مقصدهای پروازی                                                                  |
| ----------------- | ------------------------------------------------------------------------------- |
| امریکن ایگل       | فصلی: لاگواردیا، ملی رونالد ریگان واشینگتن                                      |
| کیپ ایر           | لوگان، نانتاکت مموریال، منطقه‌ای نیو بدفورد فصلی: شهری بارنستبل، شهرستان وستچستر |
| دلتا کانکشن       | فصلی: جان اف کندی، لاگواردیا                                                    |
| جت‌بلو             | فصلی: لوگان، جان اف کندی                                                        |
| تریدویند اوییشن   | فصلی: شهرستان وستچستر، تیتربورو                                                 |